# Ben Jacobellis
Ben Jacobellis (ur. 26 kwietnia 1980 w Danbury) – amerykański snowboardzista. Nie startował na igrzyskach olimpijskich ani na mistrzostwach świata w snowboardzie. Najlepsze wyniki w Pucharze Świata w snowboardzie osiągnął w sezonie 2003/2004, kiedy to zajął 27. miejsce w klasyfikacji snowcrossu.

## Sukcesy

### Puchar Świata

#### Miejsca w klasyfikacji generalnej
- 2003/2004 - -
- 2004/2005 - -
- 2006/2007 - 259.
- 2007/2008 - 305.

#### Miejsca na podium
1. Arosa – 16 stycznia 2004 (Snowcross) - 2. miejsce